# Bielefelder
Bielefelder(tysk: Bielefelder Kennhuhn) er en let hønserace, som stammer fra Tyskland.
Den blev fremavlet i begyndelsen af 1970’erne af racerne Amrocks, New Hampshire og Welsumer. Det er en hårdfør race, som lægger mange æg i både varme og kolde perioder. Hønerne er som oftest gode rugere og mødre. Det er muligt at bestemme kønnet, allerede når kyllingerne er daggamle. Her er hanekyllingerne okkergule med en lysebrun streg på ryggen samt en hvidgul plet på hovedet. Hønekyllingerne er lysebrune på hele kroppen, og stregerne på ryggen er mørkebrune. Racen har et roligt gemyt. Den har brug for god plads, så den kan bevæge sig frit. Hanen vejer som oftest 3,5 kg, mens hønen vejer 3 kg. Æggene vejer omkring 60 gram. Når det gælder dværgvarianten, vejer hanen 1 kg og hønen 900 gram. Æggene vejer rundt 45 g.

## Farvevariationer
- Legbarfarvet
- Sølv (hvilket er sjældent)